# Hamr (Litvínov)
Hamr (deutsch Hammer) ist ein Ortsteil von Litvínov in Tschechien.

## Geographie
Hamr liegt zweieinhalb Kilometer westlich von Horní Litvínov und bildet mit diesem, Chudeřín und Janov ein geschlossenes Siedlungsgebiet. Die Ortslage erstreckt sich zwischen den Bächen Loupnice (Frauenbach, auch Hammerbach) und Zálužský potok (Launitzbach) am südlichen Fuß des Erzgebirges im Nordböhmischen Becken. Nördlich erheben sich der Lounický kopec (442 m) und der Lounický vrch (535 m), im Südwesten der Kapucínský vrch (743 m), westlich der Kopřivník (699 m) sowie im Nordwesten die Jeřabina (788 m) und der Hřeben (688 m). Nordwestlich liegt im Tal der Loupnice die Talsperre Janov.
Nachbarorte sind Lounice, Horní Ves und Písečná im Norden, Chudeřín im Nordosten, Horní Litvínov im Osten, Záluží im Südosten, Dolní Jiřetín im Süden, Horní Jiřetín im Südwesten, Janov im Westen sowie Křížatky im Nordwesten. Am südlichen Ortsrand befinden sich die Teiche Málek I und Málek II, die von untertägigen Grubenwässern gespeist werden, sowie die Teiche Rudý Sever und Nová Chudeřínská (Spindelteich).

## Geschichte
Die erste schriftliche Erwähnung der am unteren Ausgang des Hammergrundes gelegenen Ansiedlung Hammer erfolgte im Jahre 1583. Der Name des Ortes leitet sich wahrscheinlich von einem Eisenhammer her, in dem die Göhrener Eisenerze verarbeitet wurden. Nach dem Dreißigjährigen Krieg vergrößerte sich die Siedlung und lag beiderseits des Hammerbaches teils auf Gebieten der Herrschaft Dux und des Gutes Jahnsdorf. Dementsprechend wurde seit der zweiten Hälfte des 17. Jahrhunderts zwischen dem Johann Friedrich von Waldstein gehörigen Duxer Hammer und dem Martin Michna von Waitzenau gehörigen Michna-Hammer unterschieden. Duxer Hammer bestand 1715 aus sechs Anwesen. Zu Beginn des 18. Jahrhunderts begann in der Umgebung der Abbau von Quarzsand, und im Hammergrund wurde eine Glashütte betrieben. Im Jahre 1726 erwarb die Stadt Brüx das Gut Jahnsdorf und vereinigte es mit ihrer Herrschaft Kopitz. 1737 verkaufte der Brüxer Bürger Christoph Tschinky die Glashütte und Spiegelschleiferei im Hammergrund an die Stadt Brüx. Später wurde der Betrieb der Spiegelglashütte eingestellt und an ihrer Stelle eine Papiermühle eingerichtet. Bei der Einführung der Hausnummern wurden im Jahre 1787 in dem Ort 26 Häuser gezählt.
Im Jahr 1831 bestand Hammer aus 36 Häusern mit 220 deutschsprachigen Einwohnern. Davon gehörten 20 Häuser mit 120 Einwohnern zur Herrschaft Dux und 16 Häuser mit 100 Einwohnern zur Herrschaft Kopitz. Auf der Duxer Seite bestanden ein Dominikalgut, eine Schäferei, ein Wirtshaus, eine Wasenmeisterei und eine Mahlmühle. Im Brüxer Anteil befand sich ebenfalls ein Wirtshaus, abseits im Hammergrund lagen eine Papiermühle und eine Brettmühle. Pfarrort war Ober-Georgenthal. Im Jahre 1837 nahm der Müller Anton Griesbach auf dem Christianen-Schacht im Brüxer Anteil den Braunkohlenabbau auf, die Förderung erfolgte per Hand. Bis zur Mitte des 19. Jahrhunderts blieb Hammer anteilig der Gräflich Waldsteinischen Fideikommissherrschaft Dux und der Stadt Brüx untertänig.
Nach der Aufhebung der Patrimonialherrschaften bildete Hammer ab 1850 einen Ortsteil der Marktgemeinde, ab 1852 Stadtgemeinde Oberleutensdorf im Leitmeritzer Kreis und Gerichtsbezirk Dux. 1860 lebten in den 49 Häusern von Hammer 284 Personen, im Ort bestanden zwei Ziegeleien und eine Mühle. Ab 1868 gehörte das Dorf zum Bezirk Brüx. Um die Mitte des 19. Jahrhunderts verdiente sich ein Teil der Bewohner des Dorfes seinen Lebensunterhalt durch Lohnarbeit in den Oberleutensdorfer Textilfabriken. Zwischen Hammer und Bettelgrüna ging 1870 die Braunkohlentiefbaugrube „Morgenstern“ in Betrieb. 1871 brannte die Papierfabrik ab und 1875 die Wassermühle. An Stelle der abgebrannten Mühle entstand eine Dampfmühle. 1880 erwarben die Gebrüder Stoll die Brandstätte der Papierfabrik und errichteten eine Stärkefabrik, die jedoch nicht lange bestand. 1884 erwarb Kajetan Kohler aus Neudorf das Objekt und richtete darin eine Spielwarenfabrik ein.
1873 nahm die von den Grafen Waldstein betriebene Grube „Antonia“ die Braunkohlenförderung auf, sie hatte jedoch immer mit einem starken Wasserzudrang aus dem Erzgebirge zu kämpfen.
Später wurden die Gruben „Antonia“ und „Christiane“ konsolidiert und die „Christiane“ danach aus der Konkursmasse an Max Witte verkauft, der den Betrieb unter dem neuen Namen „St. Magdalena“ ausbaute und die Dampfförderung aufnahm. Kurz darauf erwarb die in Dresden ansässige Duxer Kohlenverein AG die Grube „St. Magdalena“ und schloss sie mit der Grube „Saxonia“ bei Ober-Georgenthal zusammen. Wegen eines Flözbrandes musste 1893 der Betrieb auf der „St. Magdalena“ eingestellt werden.
In den Jahren 1871 bis 1872 erfolgte durch die Dux-Bodenbacher Eisenbahn (DBE) die Verlängerung der Bahnstrecke Bodenbach-Dux bis nach Komotau. Im Zuge der Errichtung der neuen Bahntrasse, die südlich von Hammer verlief, kamen die ersten tschechischen Arbeiter in das Dorf.
Der industrielle Aufschwung und der Beginn des intensiven Braunkohlenbergbaus im Nordböhmischen Becken zum Ausgang des 19. Jahrhunderts führten zu einer Bevölkerungsexplosion. Im Jahre 1906 erwarb die Gewerkschaft Brucher Kohlenwerke neben dem Antonia-Schacht auch sämtliche anderen Kohlenabbaurechte bei Hammer und eröffnete 1907 die neue Braunkohlengrube „Himmelsfürst“ (Kníže nebes), von der eine Schleppbahn zur Bahnstrecke Bodenbach-Komotau führte. Tschechische Bergleute, die in den Schächten der Gewerkschaft Brucher Kohlenwerke Arbeit gefunden hatten, siedelten sich mit ihren Familien an. Am 5. August 1901 nahm die Brüxer Straßenbahn- und Elektrizitäts-Gesellschaft AG den Verkehr auf der Elektrischen Überlandstraßenbahn Brüx – Johnsdorf auf.
1905 löste sich Hammer von Oberleutensdorf los und bildete eine eigene Gemeinde. Im selben Jahr wurde die Gemeinde dem neugebildeten Gerichtsbezirk Oberleutensdorf zugeordnet.
An der Ortsgrenze mit Bergesgrün entstand 1909 ein gemeinsamer Friedhof mit einer basilikaähnlichen Kapelle. Am 10. November 1925 starben bei einem Grubenunglück auf der Zeche „Himmelsfürst“ drei Bergleute. 
In Folge des Münchner Abkommens wurde Hammer 1938 dem Deutschen Reich zugeschlagen und gehörte bis 1945 zum Landkreis Brüx. 1939 lebten in Hammer 886 Personen. Beim Grubenbrand vom 4. März 1943 starben auf der Grube Himmelfürst zehn Bergarbeiter. 
Nach dem Ende des Zweiten Weltkrieges kam Hamr zur Tschechoslowakei zurück und die Mehrheit der deutschböhmischen Bevölkerung wurde vertrieben. In dieser Zeit begann der Bau einer Wohnsiedlung, die zunächst primär der Schaffung von Ersatzwohnraum für die bei den Luftangriffen auf das Hydrierwerk Maltheuern von Zerstörungen betroffenen Ortschaften diente. 1950 war der erste Teil der Siedlung fertiggestellt, dadurch stieg die Einwohnerzahl von Hamr auf 1024 an. Die Grube Kníže nebes erhielt 1948 den neuen Namen Partyzán Slánský. Seit 1949 wurde die Braunkohle auch im Tagebau gefördert. Die Grube wurde ab 1951 unter dem Namen důl Rudý sever ausschließlich im Tagebau betrieben. 1955 wurde wegen unkontrollierbarer Seitenrutschungen ein neuer Tagebau angelegt, der jedoch bereits 1962 wegen des Erreichens eines alten Flözbrandes wieder eingestellt werden musste. 1965 erfolgte die gänzliche Stilllegung der Grube důl Rudý sever.
Hinter dem Friedhof wurde 1959 eine neue Grundschule erbaut. Wegen des Baus einer neuen Straße und der Berufsschule in Hamr wurde der Friedhof in den 1960er Jahren devastiert, später entstand auf dem ehemaligen Friedhofsgelände auch ein Wohnblock. Zwischen Hamr und Písečná entstand in den 1960er Jahren ein Naturbad. Im Jahre 1963 wurden Janov, Křížatky und Lounice eingemeindet. Durch den Bau weiterer Wohnanlagen wuchs Hamr mit Janov, Chudeřín und Horní Litvínov in den 1970er und 1980er Jahren zum Ballungsraum Litvínov zusammen. Im Jahre 1984 erreichte die Gemeinde Hamr mit 9753 ihre höchste Bevölkerungszahl. Zwei Jahre später wurde Hamr einschließlich seiner Ortsteile Janov und Křížatky nach Litvínov eingemeindet.
Nachdem sich die Stadt Litvínov im Jahre 2003 aus finanziellen Gründen zugunsten des Freibades am Koldům für die Schließung des Naturbades bei Hamr entschieden hatte, wurde das Schwimmbecken geschleift und das Gelände des Bades als Eigenheimstandort ausgewiesen. Dieser Beschluss wurde 2008 wieder aufgehoben, da sich das in einer Quellwiese im Tal des Zálužský potok befindliche Gelände wegen seiner Nässe als unbebaubar erwiesen hatte. Das Restloch der Grube Rudý Sever dient heute als Rückhaltebecken zum Hochwasserschutz am Bílý potok und Zálužský potok.

## Entwicklung der Einwohnerzahl
| Jahr | Einwohnerzahl |
| ---- | ------------- |
| 1869 | 365           |
| 1880 | 408           |
| 1890 | 481           |
| 1900 | 633           |
| 1910 | 818           |

| Jahr | Einwohnerzahl |
| ---- | ------------- |
| 1921 | 883           |
| 1930 | 923           |
| 1950 | 1024          |
| 1961 | 2358          |
| 1970 | 2194          |

| Jahr | Einwohnerzahl |
| ---- | ------------- |
| 1980 | 1842          |
| 1991 | 2904          |
| 2001 | 2159          |
| 2011 | 1913          |

## Sehenswürdigkeiten
- Hamerský důl (Hammergrund) mit Talsperre Janov
- Gedenkstein für gefolterte und hingerichtete Kommunisten aus Hamr; er enthält die Namen von 23 KSČ-Mitgliedern, zumeist deutscher Nationalität. Der Zeitpunkt der Errichtung ist nicht überliefert.